# Ensaios Morais, Políticos e Literários
Ensaios Morais, Políticos e Literários (em inglês: Essays, Moral, Political, and Literary) (1758) é uma compilação de dois volumes de ensaios de David Hume. A parte I inclui os ensaios de Essays, Moral and Political, mais dois ensaios de Four Dissertations. O conteúdo desta parte cobre amplamente questões políticas e estéticas. A Parte II inclui os ensaios de Political Discourses, a maioria dos quais desenvolve temas econômicos. A coleção total de duas partes apareceu dentro de uma coleção maior de escritos de Hume intitulada Essays and Treatises on Several Subjects. Esta foi uma publicação colaborativa com o importante livreiro escocês Alexander Kincaid, com quem o livreiro Andrew Millar mantinha um relacionamento lucrativo, mas às vezes difícil.